# KkStB 100
A kkStB 100.01 egy hegyi gyorsvonati szerkocsis gőzmozdony volt a cs. kir. osztrák Államvasutaknál (k.k.österreichische Staatsbahnen., kkStB).
Az 1909-ben megnyitott Tauernbahn növekvő turistaforgalmának lebonyolítására a kkStB 380 sorozatú mozdonyok már túl gyengék voltak, ezért Karl Gölsdorf tervezett egy még erősebb mozdonyt. Megalkotta az első igazán használható hatcsatlós mozdonyt. Akárcsak előző munkáinál, (kkStB 170, kkStB 180, kkStB 280 és a kkStB 380 sorozatoknál), Richard von Helmholtz elképzelését alkalmazta az oldalirányba elmozduló tengelyeket, ezzel téve lehetővé a könnyebb kanyarvételt.
A Floridsdorfi Mozdonygyár 1911-ben építette meg a 100.01 pályaszámú mozdonyt, amely megfelelt az elvárásoknak és működése egyszerű volt. A Tauernbahn 28‰-es emelkedőjén 360 tonnás vonatot 40 km/h sebességgel volt képes továbbítani. Maximális sebessége 85 km/h volt, teljesítménye 2020 LE, ami 20%-kal nagyobb, mint a 380-as sorozaté.
Az első világháború után a mozdony a BBÖ-höz került, ahol a vonóereje miatt igen megbecsülték. Azonban a különleges könnyűszerkezetes építési mód negatív hatásai hamar észrevehetők lettek. A villamosítási elképzelések miatt nem történt utánrendelés, így a különböző hibái nem lettek kiküszöbölve. Az egyik belső nagynyomású henger törése végül végét jelentette ennek az egyedülálló mozdonynak.

## Fordítás
- Ez a szócikk részben vagy egészben  a   kkStB 100 című német Wikipédia-szócikk fordításán alapul.  Az eredeti cikk szerkesztőit annak laptörténete sorolja fel. Ez a jelzés csupán a megfogalmazás eredetét és a szerzői jogokat jelzi, nem szolgál a cikkben szereplő információk forrásmegjelöléseként. Az eredeti szócikk forrásai szintén ott találhatóak.